# Епархија бококоторска
Епархија бококоторска је некадашња епархија, која је постојала између 1870. и 1931. године, са сједиштем у Котору. Првобитно се налазила под јурисдикцијом Буковинско-далматинске митрополије, а потом је ушла у састав Српске православне цркве. Обухватала Боку которску, Грбаљ и Паштровиће (област око Будве и Петровца) и стару дубровачку област.

## Предисторија
Појава раног хришћанства на источним обалама Јадранског мора везује се за прве вијекове хришћанске историје. Већ током позног античког периода, у појединим приморским градовима римске Далмације развиле су се локалне епископије. У том периоду, најзначајније мјесто на подручју Боке которске био је антички Рисан, док успон Котора долази до изражаја током раног средњовјековног периода, када се град налазио у саставу византијске теме Далмације. Тадашња (правоверна) Которска епископија налазила се на подручју на коме су се укрштали утицаји источног и западног хришћанства, а которски епикоп Јован је 787. године учествовао у раду Седмог васељенског сабора.

## Историја
До пред крај 18. вијека, с малим изузецима, Бока је потпадала под стару епископију, каснију Митрополију зетску, чија је резиденција у прво вријеме била на Превлаци код Котора, касније око Скадарског језера, и најзад на Цетињу.
Кад је Пожунским миром (1806) цијела Далмација дошла под француску власт, дозволио је Наполеон да се установи Српско-православно владичанство за Далмацију, а 1810. године и посебно „велико викарство“ за Боку. Први епархијски викар за подручје Боке био је архимандрит Герасим Зелић. Тако је остало и касније, кад је цијела Далмација с Боком дошла под аустријску власт (1814).
Први подстрек, да се оснује засебно Бококоторско владичанство, дао је књижевник Стјепан Митров Љубиша, који је, као посланик на Царевинском вијећу у Бечу, највише и утицао, да је цар Франц Јозеф I, послије умирења Бокељског устанка 1869. године, одобрио да се оснује самостална Бококоторска епархија, што је учињено 6. новембра 1870. године.
Иако су се православни Срби надали да ће нова епархија остати у духовној заједници са Карловачком митрополијом, убрзо се показало да државне власти имају другачије намере. Након именовања угледног архимандрита Герасима Петрановића за првог епископа нове епархије, које је извршено 25. фебруара 1871. године, појавио се проблем око његове хиротоније, будући да је карловачки митрополитски трон у то време био упражњен. Ово питање се развлачило пуне три године, а у међувремену су власти припремале стварање постпуно нове митрополије. Царском одлуком од 30. марта 1874. године, Бококоторска епархија је заједно са Далматинском епархијом пренета под надлежност новоустановљене Буковинско-далматинске митрополије са средиштем у Черновцима. Самом Буковином управљао је митрополит, док су обе српске епархије у Далмацији биле у надлежности својих епископа. Тек након тога, Герасим Петрановић је 9. маја 1874. године хиротонисан за епископа од стране буковинског митрополита, а потом је 26. маја свечано устоличен у Котору. Епархијом је управљао веома успешно, све до смрти 1906. године.
Према подацима из 1927. године епархија је имала 4 протопрезвитерата (которски, рисански, херцегновски и будвански) са 49 парохија, 215 цркава, 37 свештеника и 26.448 душа.

## Епископи
- Герасим Петрановић (1874—1906)
- Доситеј Јовић (1906—1910)
- Владимир Боберић (1911—1918)
- Кирило Митровић (1920—1931)

## Манастири
Бококоторска епархија је имала осам манастира:
- Манастир Подластва,
- Манастир Бања,
- Манастир Савина,
- Манастир Градиште,
- Манастир Режевићи,
- Манастир Прасквица,
- Манастир Дуљево и
- Манастир Подмаине.